# Santiago Torreblanca Engell
Santiago Torreblanca Engell (Ciudad de México, 14 de febrero de 1982) es un político mexicano, miembro del Partido Acción Nacional (PAN). Ha sido en dos ocasiones diputado federal.

## Biografía
Es licenciado en Derecho egresado de la Escuela Libre de Derecho. Es miembro activo del PAN desde 2001, militando en Acción Juvenil —organización de las juventudes del partido— hasta 2008, durante este periodo, entre 2004 y 2006 fue secretario juvenil del comité delegacional en Benito Juárez del PAN.
En 2006 fue secretario particular de diputado en la Asamblea Legislativa del Distrito Federal y en 2010 fue secretario técnico de la Comisión de Población y Desarrollo de la V Legislatura de la Asamblea Legislativa, ese mismo año fue consejero regional del PAN. De 2012 a 2015 fue secretario adjunto regional del PAN en el Distrito Federal.
En 2015 fue elegido por primera ocasión diputado federal por el principio de representación proporcional a la LXIII Legislatura que culminó en 2018. En esta legislatura fue secretario de las comisiones de Fomento Cooperativo y Economía Social; y, de Régimen, Reglamentos y Prácticas Parlamentarias; así como integrante de las comisiones de Ciudad de México; de Participación Ciudadana; Jurisdiccional; y, de Trabajo y Previsión Social. Fue también integrante del comité del Centro de Estudios de Derecho e Investigaciones Parlamentarias.
Paralelamente desde 2015 fue también director jurídico regional del PAN en el Distrito Federal. En 2021 fue elegido por segunda ocasión diputado federal por el mismo principio plurinominal, en esta ocasión a la LXV Legislatura que concluyó en 2024. En esta legislatura fue secretario de la comisión de la Reforma Política-Electoral; así como integrante de las comisiones de Puntos Constitucionales; y, de Seguridad Social.